# Ситизенс-бэнк-парк
Ситизенс-бэнк-парк (англ. Citizens Bank Park) — стадион, расположенный в Филадельфии. Является домашним стадионом клуба Главной лиги бейсбола «Филадельфия Филлис».  Стадион, заменивший Ветеранс-стэдион, где «Филлис» играл с 1971 года, был открыт 3 апреля 2004 года.
Первый матч состоялся 12 апреля того же года: «Филлис» проиграл клубу «Цинциннати Редс» со счетом 4:1.

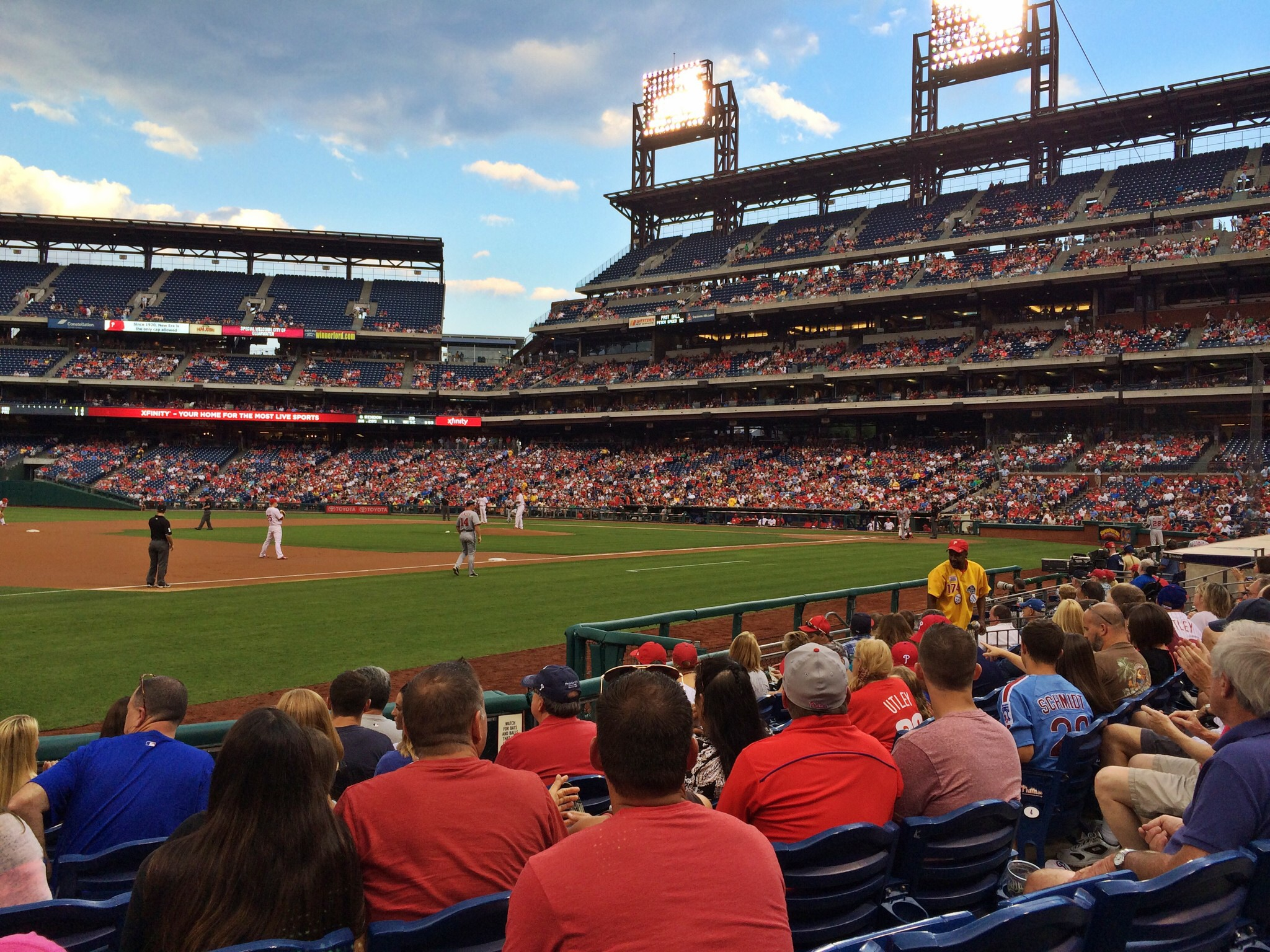
Ситизенс Банк Парк в 2014 года

2 января 2012 года здесь состоялся матч чемпионата НХЛ «Зимняя классика» между  «Филадельфия Флайерз» и «Нью-Йорк Рейнджерс».